# 6144 Kondojiro
6144 Kondojiro (provisional designation: 1994 EQ3) là một tiểu hành tinh. Nó được phát hiện bởi Kin Endate và Kazuro Watanabe ở Đài thiên văn Kitami ở Hokkaidō, Nhật Bản, ngày 14 tháng 3 năm 1994. Nó được đặt theo tên Jiro Kondo, nhà Nhật Bản chuyên nghiên cứu Ai Cập học và giáo sư khảo cổ ở Đại học Waseda.